# Crateri di 253 Mathilde
Segue una lista dei crateri d'impatto presenti sulla superficie di 253 Mathilde. La nomenclatura di Mathilde è regolata dall'Unione Astronomica Internazionale; la lista contiene solo formazioni esogeologiche ufficialmente riconosciute da tale istituzione.
Con riferimento all'albedo particolarmente bassa dell'asteroide, i crateri di Mathilde portano i nomi dei principali luoghi d'estrazione del carbone sulla Terra.
Sono tutti stati identificati durante la missione della sonda NEAR, l'unica ad avere finora raggiunto Mathilde.

## Prospetto
| Cratere     | Eponimo                                    | Latitudine | Longitudine | Diametro |
| ----------- | ------------------------------------------ | ---------- | ----------- | -------- |
| Aachen      | Aquisgrana in Germania. In tedesco Aachen. | 9,2° N     | 60,9° W     | 4,8 km   |
| Baganur     | Baganur in Mongolia.                       | 14,6° N    | 191,6° W    | 16,4 km  |
| Benham      | Benham nel Kentucky (USA).                 | 19° N      | 247,2° W    | 2,2 km   |
| Clackmannan | Clackmannan in Scozia (Regno Unito).       | 18,9° N    | 260,8° W    | 2,8 km   |
| Damodar     | Damodar in India.                          | 73° N      | 263,8° W    | 28,7 km  |
| Enugu       | Enugu in Nigeria.                          | 15,3° S    | 151,6° W    | 5,9 km   |
| Ishikari    | Ishikari in Giappone.                      | 66,2° S    | 186,9° W    | 29,3 km  |
| Jerada      | Jerada in Marocco.                         | 42,1° N    | 177,3° W    | 2,5 km   |
| Jixi        | Jixi in Cina.                              | 12,3° S    | 256,5° W    | 19,9 km  |
| Kalimantan  | Kalimantan nel Borneo (Indonesia).         | 7,7° S     | 123,7° W    | 2,7 km   |
| Karoo       | Karoo in Sudafrica.                        | 33,5° N    | 98,4° W     | 33,4 km  |
| Kuznetsk    | Kuzneck in Russia.                         | 45,9° S    | 88,9° W     | 28,5 km  |
| Lorraine    | Lorena in Francia.                         | 48,1° N    | 142,5° W    | 4,1 km   |
| Lublin      | Lublino in Polonia.                        | 55,3° N    | 156,8° W    | 6,5 km   |
| Maritsa     | Marica in Bulgaria.                        | 44,6° N    | 151,5° W    | 2,4 km   |
| Matanuska   | Matanuska in Alaska (USA).                 | 27,3° N    | 217,3° W    | 2,9 km   |
| Mulgildie   | Mulgildie in Australia.                    | 57,7° N    | 176,1° W    | 2,5 km   |
| Oaxaca      | Oaxaca in Messico.                         | 38,7° N    | 186,3° W    | 5,2 km   |
| Otago       | Otago in Nuova Zelanda.                    | 23,7° N    | 164,5° W    | 7,9 km   |
| Quetta      | Quetta in Pakistan.                        | 45,6° N    | 165,5° W    | 3,2 km   |
| Similkameen | Similkameen in Canada.                     | 13,5° S    | 104,7° W    | 3,4 km   |
| Teruel      | Teruel in Spagna.                          | 28,1° S    | 142,7° W    | 7,6 km   |
| Zulia       | Zulia in Venezuela.                        | 39,5° S    | 30,9° W     | 12,3 km  |